# Visual J++
Visual J++ — реализация языка Java и среды разработки для него от компании Microsoft. Компания Microsoft прекратила развитие языка в январе 2004 года, критические обновления прекращены в 2007 году. Последней версией среды разработки с языком Visual J++ являлась Visual Studio 6.0.

## Судебное разбирательство
Sun Microsystems сперва выдала лицензию компании Майкрософт на эту реализацию Java, но позднее инициировала судебный иск против Майкрософт по причине нарушения торговых знаков. Лицензия Sun на использование торгового знака требует совместимости всех лицензированных реализаций Java. Ряд наблюдателей заметил, что несовместимость реализации от Microsoft была умышленной, с целью замедлить развитие технологии Java.
Значительной причиной судебных исков стала невозможность виртуальной машины Java от Microsoft пройти автоматизированное тестирование на соответствие от компании Sun. 24 января 2001 этот и все другие судебные иски Sun-Microsoft были урегулированы с помощью соглашения между компаниями. Соглашение включало пункт о том, что Microsoft не будет развивать J++ за пределы повторения реализации Java версии 1.1.4. В результате это положило конец обновлениям J++, а также MSJVM более не могла распространяться, и она исчезла из доступных загрузок Microsoft.
Тем не менее, в результате ещё одного иска Microsoft разрешили обновлять MSJVM для исправления дыр в безопасности и любых проблем, связанных с угрозами безопасности. Эта линия поддержки существовала для MSJVM до 31 декабря 2007.

## Влияние языка J++
Технология J++ была преобразована в часть платформы Microsoft .NET и в язык J#. Технология Windows Foundation Classes, изначально представленная компанией Microsoft в Visual J++ 6.0 как средство для программирования графических интерфейсов, стала частью фреймворка Microsoft .NET, поддерживаемой из языка J#, но более не развиваемой. Microsoft рекомендует миграцию с классов WFC на классы dotNet, несмотря на то, что поддержка первых все ещё существует.